# 렉시오 콘티누아
렉시오 콘티누아(Lectio continua)는 기독교에서 성경을 통째로 읽는 전통을 가리킨다. 이것은 시간을 정해 놓고 매일 행해지며, 이런 전통은 로마 가톨릭과 개신교에서 남아 있다.  성경에 예수가 회당을 방문할 때 안식일에 이사야서를 읽는 것으로 보아 이 전통은 유대인들에게서부터 기인하는 것으로 보고 있다.
렉시오 디비나는 묵상과 명상을 말하는 것이지만, 렉시오 콘티누아는 성경 전체를 읽는 것이다.